# رتفور (زبان برنامه‌نویسی)
رتفور یک زبان برنامه‌نویسی است که به عنوان پیش پردازش برای Fortran 66 اجرا می‌شود. در این زبان کنترل‌های مدرن بر روی ساختار داده‌ها که در فورترن ۶۶ در دسترس نبود فراهم شده‌است که جایگزین GOTOs و عبارت‌های عددی شده‌است.

## ویژگی‌ها
برای رتفور انواع بیان‌های کنترل جریان که در زیر آمده است فراهم شده‌است؛ که توسط کرنیگان و پلاتر به عنوان "دزدی بیشرمانه از زبان C، توسعه یافته شده برای سیستم عامل‌های یونیکس نوشتهٔ دی.ام. ریچی" مطرح شده‌است.
- بیان دسته‌بندی بوسیلهٔ پرانتزها
- دستورهای if-else, while,for,do,repeat-until,break,next
- بیان‌های "free-form" به عنوان مثال محدود به قوانین فورترن نیست
- علامت‌های مقایسه‌ای
- مبحث الصاق
- کامنت گذاری

نسخهٔ رتفور در قسمت ابزار نرم‌افزار در خود رتفور نوشته شده‌است. به عنوان برنامه‌های نمونه و تا آنجا که ترجمهٔ خود آن به فورترن موجود باشد

## تاریخچه
زبان برنامه‌نویسی رتفور توسط برایان کرنیگان در آزمایشگاه‌های تلفن بل طراحی و اجرا شده‌است و در "software-practice & Experience " در سال ۱۹۷۵ شرح داده شد. همچنین در کتابی با عنوان "وسیله‌های نرم افزار" استفاده شد. (نوشتهٔ کرنیگان و پلاگر)
در سال ۱۹۷۷ در دانشگاه پوردو یک نسخهٔ بهبود یافتهٔ رتفور نوشته شد. به آن Mouse4 گفته می‌شود که آن زبان، زبان کوچک‌تر و سریع تری از رتفور است. مقاله‌ای توسط دکتر داگلاس کومر، پروفسور دانشگاه پوردو به این نتیجه رسیدند که "برخلاف شواهد ارائه شده توسط طراح رتفور، جستجوی ترتیبی اغلب برای تولید نرم‌افزار ناکافی است
علاوه بر این در مورد تجزیه و تحلیل لغوی، به نظر می‌رسد تکنیک‌های شناخته شده برای ارائه بهره‌وری در عین حفظ سادگی، سهولت برنامه‌نویسی، باعث سهولت کد نویسی می‌شود.
برای مقایسه با پیش پردازندهٔ رتفور در یک برنامه که ۳۰۰۰ خط دارد، اجرایی آن در سیستم CDC 6500 به مقدار 185.470 CPU ثانیه صورت می‌گیرد. این به مقدار ۵۰ درصد کاهش می‌یابد اگر این جستجوی دودویی در کد رتفور صورت بگیرد.
بازنویسی موقت اسکنر واژگان با استفاده از یک روش استاندار بر اساس FA زمان اجرا را به ۱۲٫۷۲۳ ثانیه کاهش می یاید.
با دسترس بودن فورترن ۷۷، یک جانشین به نام رتفیو می‌تواند با گزینهٔ F77 خروجی خوانا تری از فورترن ۷۷ گرفت
سورس کد اولیهٔ رتفور در سال ۱۹۸۵ به C منتقل شد و به همچنین باعث پیشرفت و بهبود کد فورترن ۷۷ شد
یک "git tree" در سال ۲۰۱۰ به منظور احیای رتفور تنظیم شده‌است. در همین حال کامپایلر "GNU C" قابلیت کامپایل مستقیم یک فایل رتفور را بدون نگه داشتن فورترن میانی که بی‌فایده است را داراست. این قابلیت را در طول زمان تا سال ۲۰۰۵ از f77 تا GNU فورترن از دست داد